# Michelle Engel
Michelle Engel (* 1993 im Kreis Heinsberg) ist eine deutsche Gemeindereferentin, Influencerin und Autorin.
Michelle Engel ist als Autorin und Sprecherin für das Format Kirche im WDR tätig und Mitautorin eines SPIEGEL-Bestseller-Buchs zu moderner Pastoralarbeit. Über ihre kirchliche Öffentlichkeitsarbeit in sozialen Medien erreicht sie eine breite Öffentlichkeit, insbesondere über den Instagram-Kanal @diokirche_krefeld und TikTok.

## Leben
Michelle Engel wurde 1993 in der Nähe von Heinsberg geboren. Sie studierte Religionspädagogik an der Katholischen Hochschule Nordrhein-Westfalen in Paderborn. Seit 2018 ist sie als Gemeindereferentin im Bistum Aachen tätig, mit Einsatzort in Krefeld.
Engel ist regelmäßig als Sprecherin und Autorin im Format Kirche im WDR auf WDR 3 und WDR 5 zu hören. Seit 2023 gestaltet sie dort Beiträge zu Glaubensfragen, kirchlicher Alltagsnähe und spirituellen Impulsen. Darüber hinaus betreibt sie gemeinsam mit David Grüntjens den Podcast Frengels&Chef.

## Soziale Medien und Öffentlichkeitsarbeit
Seit 2019 betreibt Engel gemeinsam mit Pfarrer David Grüntjens den Instagram-Account @diokirche_krefeld, der laut der KirchenZeitung Aachen zu den erfolgreichsten katholischen Instagram-Projekten in Deutschland zählt. Stand Mai 2025 erreicht sie über ihre Social-Media-Kanäle mehr als 70.000 Follower.

## Publikationen
Im April 2025 veröffentlichte Engels gemeinsam mit David Grüntjens das Buch Dio mio! Wenn Kirche Spaß macht, entsteht ein Ort der Begeisterung im Kösel-Verlag. Das Werk thematisiert innovative Pastoralarbeit und wurde bereits in der zweiten Woche nach Erscheinen in die SPIEGEL-Bestseller-Liste aufgenommen.
- mit David Grüntjens: Dio mio! Wenn Kirche Spaß macht, entsteht ein Ort der Begeisterung – Best Practice aus der diokirche_krefeld. Kösel-Verlag, München 2025, ISBN 978-3-466-37349-9